# Garcibuey
Garcibuey is een gemeente in de Spaanse provincie Salamanca in de regio Castilië en León met een oppervlakte van 12,51 km². Garcibuey telt 196 inwoners (1 januari 2016).

## Demografische ontwikkeling

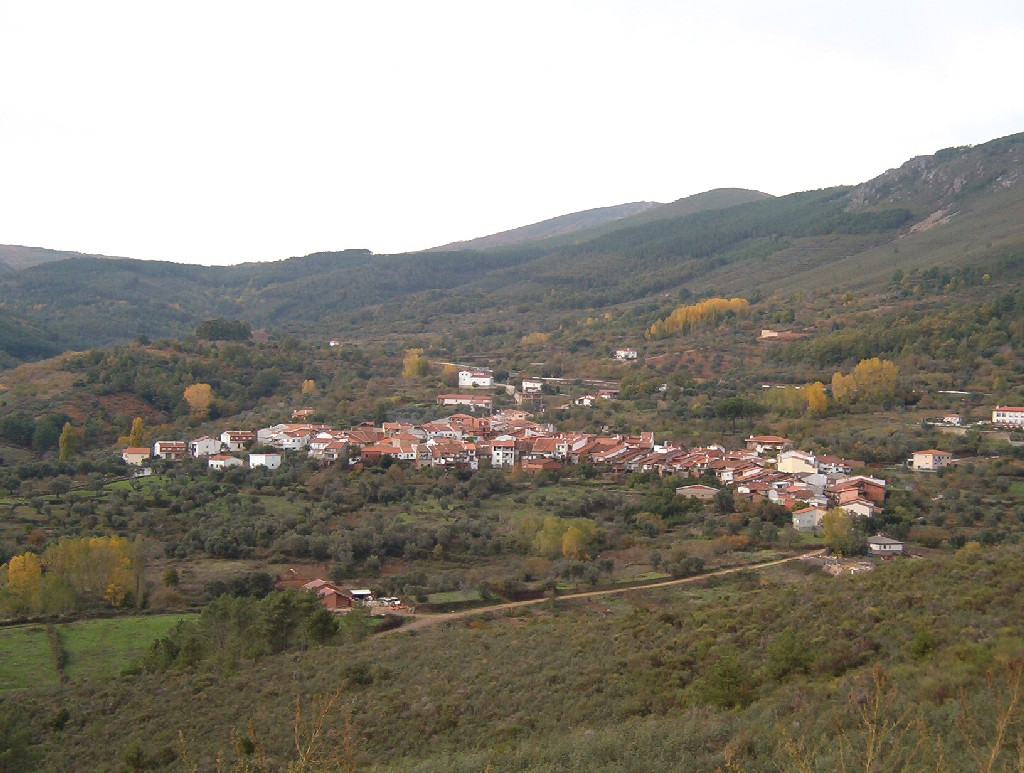
Garcibuey

Bron: INE, 1857-2011: volkstellingen